# Vennesund
Vennesund est une localité du comté de Nordland, en Norvège.

## Géographie
Administrativement, Vennesund fait partie de la kommune de Sømna.